# 利物浦液压动力公司
利物浦液压动力公司是英国利物浦的一家覆盖全市的大规模公共液压动力网络运营商，通过两个泵站及高压水管向用户提供液压动力服务。该系统为英国第3个全市范围的大规模公共液压动力网络，1888年开业。鼎盛时期曾高速发展，但后来随着更为好用的电力发展而走向衰落。泵站最初采用蒸汽动力驱动，1960年改为电动，但该系统仍坚持运作至1971年才关闭。系统关闭后，其中1个泵站设备保存并展出在利物浦世界博物馆。

## 历史
利物浦液压动力公司最初根据1884年和1887年的英国国会法令运作，这使得利物浦液压动力公司获得了在利物浦道路下方修建大规模公共液压动力网络的资质。该系统于1888年投入运行，是英国第3个大规模公共液压动力网络（英国第1个是1877年投入运行的赫尔河畔金斯顿大规模公共液压动力网络，英国第2个是1883年投入运行的伦敦大规模公共液压动力网络）。 
英国机械工程师学会曾于1891年6月组织成员参观利物浦的这一系统，并于当年不久后在英文期刊《The Practical Engineer》（中文译名：《实用工程师》）上发表相关文章。液压主干官网采用铸铁材质，法兰连接用杜仲胶密封圈密封。该系统尽可能采用多重独立环路设计，以便各部分可以分别隔离进行维修或扩建，而不中断对隔离部分以外的其他部分的液压供应。系统中蒸汽机的的供应商为切斯特液压动力公司，总设计师为爱德华·贝赞德·艾灵顿，该人也曾主持设计过赫尔河畔金斯顿大规模公共液压动力网络。最初的两个蒸汽动力液压泵，由3台安装有自动添煤机的兰开夏锅炉（Lancashire boiler）锅炉提供。为维持系统中的压力，系统中设立了两个液压蓄能器，每个蓄能器都有一个18英寸(46厘米)直径的活塞，冲程为20英尺（6.1米）。有报告错误地引用了操作压力为75磅/平方英寸（5.2 bar）。

## 走下坡路
1960年前后，阿瑟爾街（Athol Street）泵站用电动机取代了蒸汽机。这批电动机中有3台由沃德·伦诺克斯（Ward Lennox）制造，该型设备每分钟最多可泵水100英制加仑（0.45 m3）；还有3台由利兹的工程制造公司哈索恩·戴维公司制造，该型设备每分钟可泵水150英制加仑（0.68米3）。其中，哈索恩·戴维公司制造的泵是二手泵，曾于1924年在伦敦国王十字车站安装。泵站改用电动机后，该系统又运行了一段时间，最后于1971年彻底关闭。哈索恩·戴维公司制造的泵中的1个及其它相关设备在系统关闭后得到保护，并陈列于默西赛德郡博物馆（今利物浦世界博物馆）。 该博物馆还保存了一大批有关利物浦液压动力公司的资料。

## 扩展阅读
- 伦敦液压动力公司

### 引注
1. 1 2  Pugh 1980，第112頁.
2. ↑  McNeil 1972，第98-99頁.
3. ↑  Pugh 1980，第112-113頁.
4. ↑  Graces Guide 1891.
5. ↑  Pugh 1980，第113-114頁.
6. ↑  Pugh 1980，第114頁.
7. ↑  . The National Archives.   [17 January 2013]. （原始内容存档于2012-06-21）.